# Piłodziób rdzawy
Piłodziób rdzawy (Baryphthengus martii) – gatunek ptaka z rodziny piłodziobów (Momotidae) występujący w Ameryce Centralnej i Południowej od Hondurasu po Ekwador, północną Boliwię i południowo-zachodnią Brazylię. Nie jest zagrożony.

## Morfologia
Wygląd
Upierzenie jaskrawe: ruda głowa i brzuch kontrastuje z zielonym wierzchem skrzydeł, które na końcach i ogonie przechodzą stopniowo przez kolor szmaragdowy po niebieski. Głowę z każdej strony od dzioba poprzez oko przepasa czarna wstęga, nie łącząc się jednak z tyłu głowy. W ogonie znajdują się dwie długie niebieskie sterówki z ciemno zakończonymi „łopatkami”. Brak dymorfizmu płciowego.
Średnie wymiary
Długość ciała: 46 cm, w tym ogon blisko 30 cm

Masa ciała: 195 g

## Ekologia i zachowanie

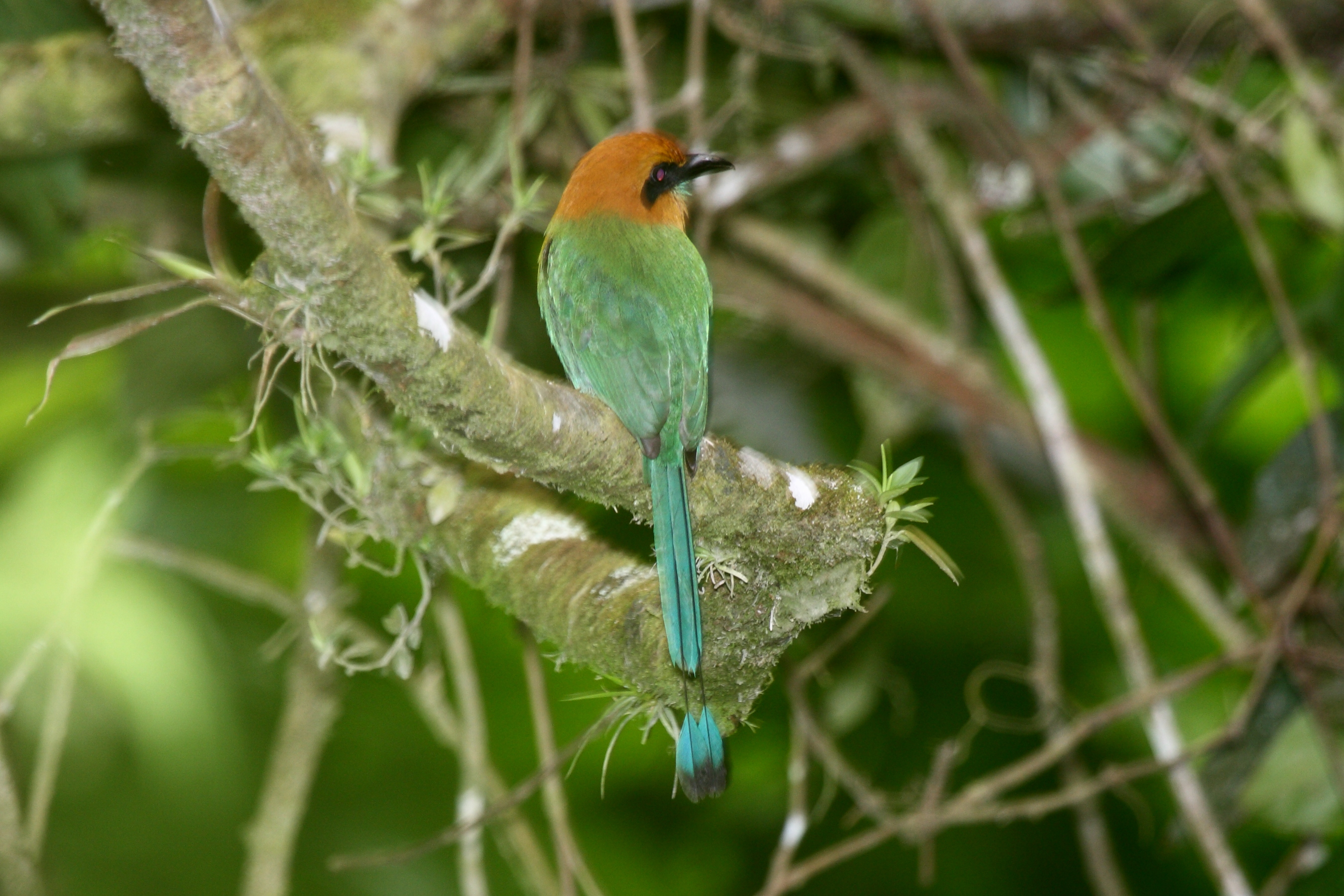
Piłodzioby rdzawe przesiadują na grubych gałęziach, wypatrując zdobyczy

BiotopGęste, nizinne lasy tropikalne.
ZachowanieSiedząc na gałęzi, wymachuje ogonem jak wahadłem to w jedną, to w drugą stronę, wołając rytmiczne huup huup huhuhuhuhuhu.
PożywienieDrobne kręgowce, owady, owoce, nasiona. Czatują na gałęzi, skąd ujrzawszy zdobycz zrywają się do krótkiego lotu. Chwytają ją w locie, na gałęzi lub na ziemi. Po uchwyceniu ofiary wracają na miejsce czatowania, gdzie ogłuszają ją uderzeniami o gałąź i połykają.
RozmnażanieGniazda wygrzebują w ziemi. Samica składa 3–4 jaja w dziupli drzewa lub w norze wykopanej w urwistym brzegu rzeki. Pisklęta wylęgają się po około 20 dniach. Po 30 są zdolne do lotu. O młode troszczą się obydwoje rodzice.

## Status
Przez IUCN piłodziób rdzawy klasyfikowany jest jako gatunek najmniejszej troski (LC, Least Concern). W 2019 roku organizacja Partners in Flight szacowała, że liczebność światowej populacji mieści się w przedziale 5–50 milionów dorosłych osobników; trend liczebności oceniła jako umiarkowanie spadkowy. 

## Podgatunki
Wyróżnia się dwa podgatunki B. martii:
- B. m. semirufus (P.L. Sclater, 1853) – wschodni Honduras do północno-zachodniej Kolumbii i zachodniego Ekwadoru
- B. m. martii (von Spix, 1824) – zachodnia Amazonia